# Gastronomía criolla
La gastronomía o cocina criolla es un estilo de cocina nacido en la época colonial, de la fusión entre las culturas europea, africana y América precolombina. «Criollo» es un término que hace referencia a aquellos de origen europeo que han nacido en el Nuevo Mundo y se han adaptado a él (crisol de culturas). Los criollos fueron un estamento social importante en el imperio colonial francés, el imperio portugués y el imperio español principalmente.
La gastronomía criolla se encuentra en diferentes regiones del mundo que anteriormente fueron colonias europeas. Existe comida criolla en Luisiana (EE. UU.), Brasil, Perú, las Antillas francesas, La Reunión (Francia), Jamaica, Annobón (Guinea Ecuatorial), Cabo Verde, República Dominicana... En cada región, la gastronomía criolla se ha ido adaptando a los productos locales (por lo que no existe una «única» cocina criolla), no obstante, comparten ciertos rasgos en común:
- Asociación de productos muy dispares en un mismo plato (en comparación con la gastronomía tradicional europea).
- Sabores muy especiados, mezclas de dulce y salado, y preparaciones con pungencia.
- Técnicas culinarias comunes relativamente sencillas,[2] como la fritura o el estofado de carne (llamado ragú). También son comunes los adobos.[3] Rara vez existen platos a la parrilla.[1]

Muchos platos criollos se nombran con la terminación «a la criolla», como el pollo a la criolla o las colitas de res a la criolla. O simplemente con el adjetivo «criollo/a», como en vinagre criollo o chorizo criollo. También en francés à la créole o solo créole, como el paté criollo (paté créole).

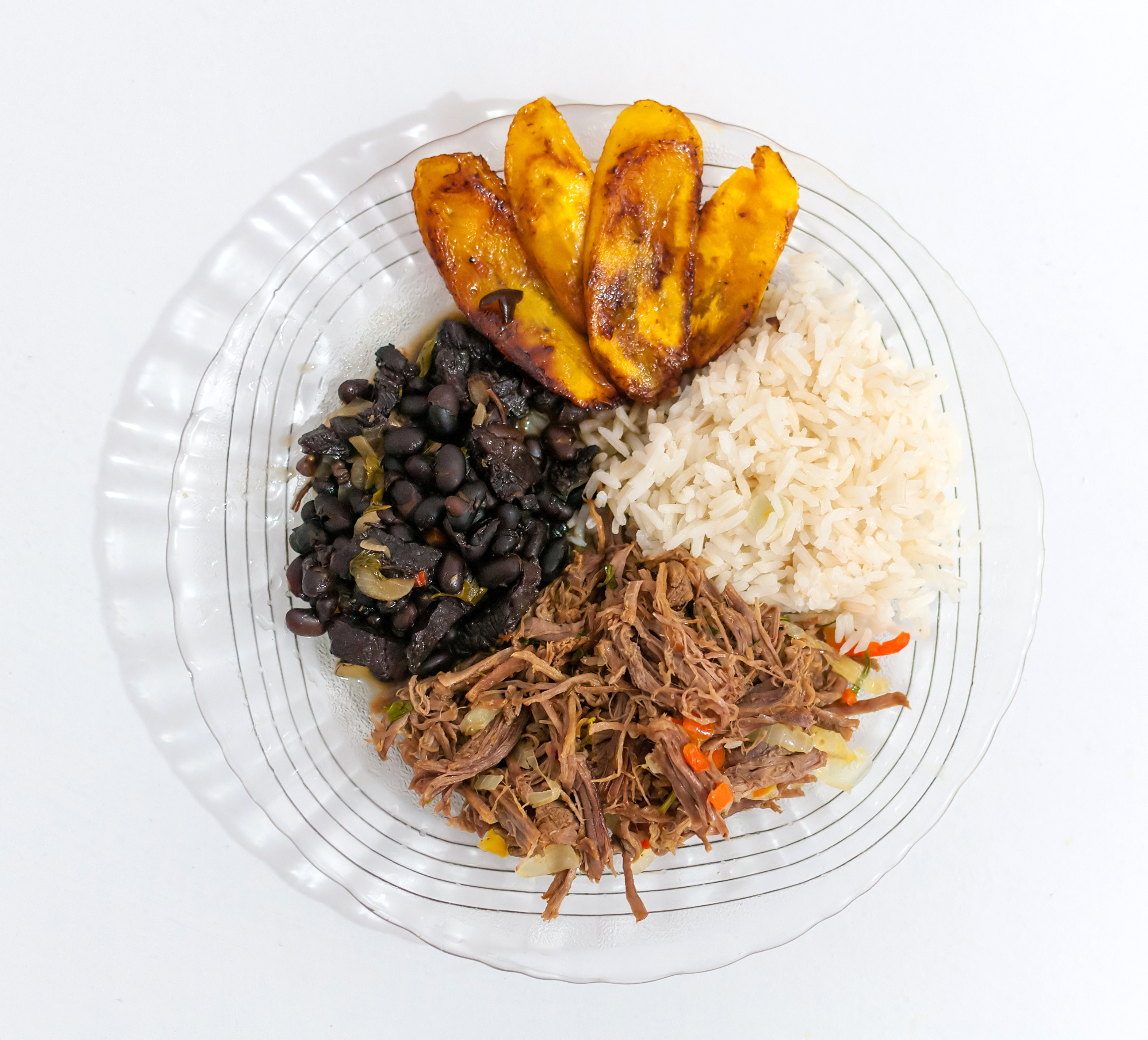
Pabellón criollo (Venezuela). En la cultura popular, se dice que representa el mestizaje las «tres culturas venezolanas»: española (arroz blanco), indígena (carne desmenuzada) y africana (frijol negro, a lo que se le puede añadir el plátano frito).

## Terminología
«Criollo» proviene del portugués crioulo, de «criar». En francés también existe como créole. Y puede aludir a varias cosas, pero todas tienen en común que son fruto de una mezcla entre los tres continentes: las lenguas criollas, una mezcla entre una lengua europea, una lengua nativa americana y una lengua traída por esclavos africanos. También el caballo criollo, la música criolla, el circo criollo o a la danza popular cubana llamada criolla.
Una persona criolla puede ser descendiente de europeos aunque nacido en las colonias europeas de América, o una persona de raza negra descendiente de esclavos africanos. Por extensión, puede hacer referencia a cualquier autóctono de un país hispanoamericano.

## Por región

### Gastronomía criolla en Brasil
En la gastronomía de Brasil, se habla de culinária crioula para referirse en particular a la notable influencia que la gastronomía africana (y, en un sentido más amplio, toda la cultura de África) tuvo en la sociedad colonial brasileña. La cocina de los esclavos africanos se adaptó a los ingredientes locales, como la mandioca (yuca) o el milho (maíz), aunque también se importaron desde el otro lado del Atlántico, como el azeite de dendê (aceite de palma), cuscuz (cuscús) el coco o el café. En cuanto a platos, uno de origen esclavo es la feijoada, hoy considerado plato nacional de Brasil.
La cocina criolla brasileña está relacionada con el candomblé, religión afroamericana originada en la religión yoruba, igual que la santería cubana. En esta religión, «la comida desempeña un papel fundamental, pues se considera un elemento de liga entre los hombres y los Orishas». Platos representativos del candomble son el acarajé, el caruru o el vatapá.

### Gastronomía criolla en Luisiana
La gastronomía criolla de Luisiana recibe influencias de la gastronomía francesa, española, caribeña, africana y estadounidense. Aunque comparte muchos rasgos con la gastronomía cajún (las dos se originaron en Luisiana), difieren en cuanto a técnicas. La gastronomía criolla de Luisiana fue desarrollada por los criollos de Luisiana, es decir, españoles y franceses nacidos en Luisiana. Mientras que la gastronomía cajún surgió de los cajunes o acadios (por provenir de la región acadiana).

### Gastronomía criolla en La Reunión
La Reunión es una isla que fue poblada principalmente por franceses, africanos, indios y chinos. Esta pequeña isla en el archipiélago de las Mascareñas, se encuentra en el océano índico, cerca de Madagascar y el continente africano y colonizada por Francia desde 1638 hasta la actualidad. La cocina reunionesa se considera también criolla, puesto que mucha de su tradición culinaria procede de Francia (como los bonbons o el civet), pero con ingredientes nativos (de Asia y África), considerados como exóticos en la Francia Metropolitana.

### Gastronomía criolla hispanoamericana
Es la cocina que fusiona elementos españoles con los autóctonos de los ámbitos hispanohablantes. Está elaborada con ingredientes primarios locales como papa, tomate o maíz, sembrados y cosechados en su lugar de origen. La influencia criolla queda patente en el caso de la cocina criolla cubana, puertorriqueña, dominicana, centroamericana, colombiana, ecuatoriana, venezolana, peruana, mexicana, chilena y boliviana.

#### Cuba
La gastronomía criolla de Cuba se basa en el frijol, la carne de cerdo y el arroz como ingredientes principales, así como pocas frutas y verduras.

#### México
En México, el término «criollo» difere un poco, ya que se refiere a productos agrícolas nativos de México considerados como vestigio vegetal, es decir, frutas o verduras que se cultivan a escala local (típicas de una región particular), siguiendo las antiguas técnicas que usaban las sociedades prehispánicas y sin apenas variaciones en el cultivar (tamaño, color, sabor... iguales). Un ejemplo de esto son las variedades de maíz criollo, cacao criollo y chile criollo, las variedades más «puras».
La definición tradicional de criollo también existe en México. Lo «criollo» puede ser un fruto o vegetal importado que se adaptó a los diferentes climas y como resultado se obtiene un fruto que difiere del original. Un ejemplo es el durazno criollo, que redujo su tamaño y es más dulce, amarillo y duro que el melocotón original. O más raramente puede hacer referencia a variedades híbridas.

#### Perú

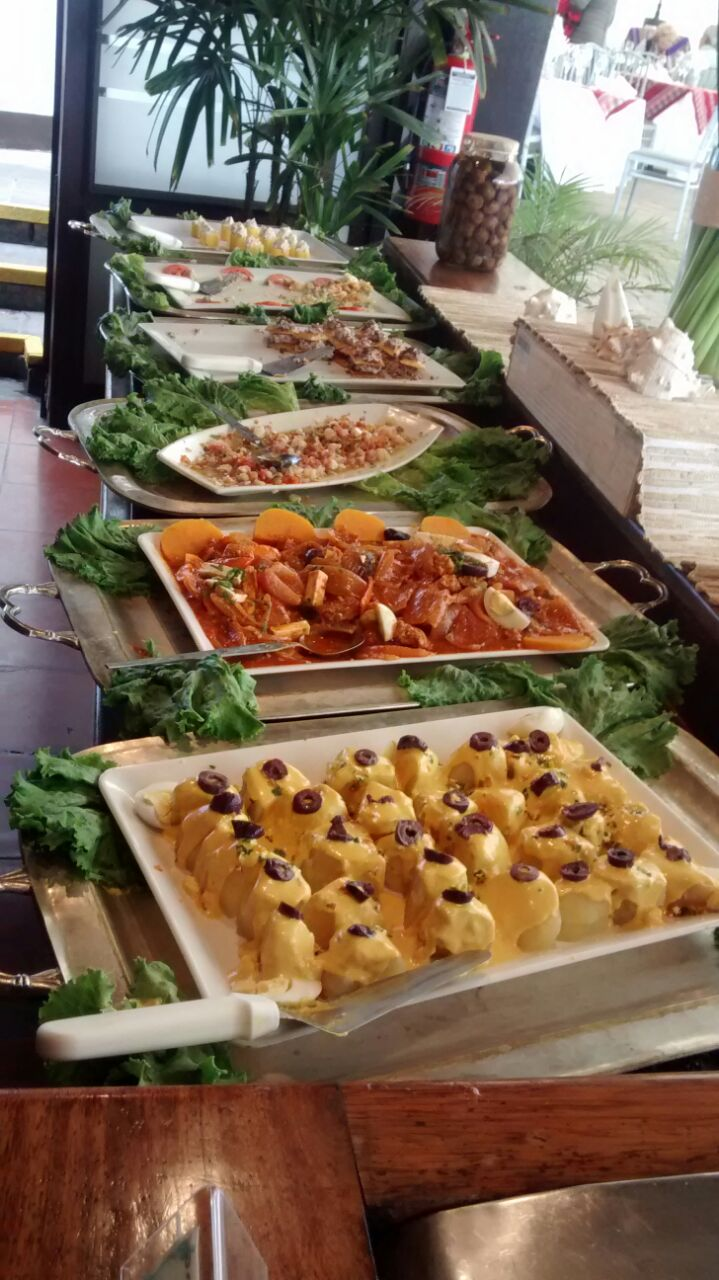
Buffet de comida criolla peruana en el restaurante Costa Verde en Lima.

En la costa de Perú también se desarrolló una gastronomía criolla, de influencias española, africana, italiana y china. Uno de los platos estrella de la gastronomía criolla del Perú es el ceviche, elaborado con pescado fresco que se ha «cocinado» en jugo de limón. Otros platos son el ají de gallina, la carapulca o el tacu-tacu.